# Micha Cárdenas
Micha Cárdenas est une universitaire et artiste américaine et colombienne, née en 1977 à Miami.
Cárdenas est professeure assistante du programme Art & Design: Games + Playable Media de l'Université de Californie à Santa Cruz. Elle dirige également le Critical Realities Studio, un studio-laboratoire qui mélange théorie critique et art digital au sein du département des arts de l'Université de Santa Cruz (UCSC). Micha Cárdenas mobilise dans ses recherches et sa pratique artistique la réalité virtuelle, la science-fiction, le bio-art, et la programmation informatique dans un but créatif.  
Cárdenas s'intéresse principalement aux stratégies de survie et à la santé des femmes trans de couleur. Son travail vise à envisager des futurs pour les personnes qui ne se reconnaissent pas dans les représentations binaires du genre. Elle utilise les nouvelles technologies dans ses performances artistiques pour interroger les visions traditionnelles de la race, du genre, etc. et la manière dont ces identités créent des dynamiques de sécurité ou de violence. L'art et les publications de Cárdenas ont été diffusées dans des musées, galeries, biennales, conférences, journaux, livres et espaces communautaires et publics de par le monde.

## Biographie
Micha Cárdenas est née en 1977 à Miami, États-Unis. Sa mère est irlandaise et son père colombien.

## Parcours professionnel
Micha Cárdenas a obtenu un baccalauréat scientifique en informatique à l'Université internationale de Floride. Elle a obtenu une maîtrise en arts visuels à l'Université de Californie à San Diego, et une maîtrise en communication à l'European Graduate School de Saas-Fee en Suisse. Cárdenas est également titulaire d'un PhD en Media Arts + Practice de l'Université de Californie du Sud. En 2014, Cárdenas était la première lauréate de la bourse d'études James Tiptree Jr. Cette bourse vise à soutenir les nouvelles voix de la science-fiction qui visibilisent les changements dans la vision du genre.
Cárdenas est une théoricienne et artiste qui étudie le mouvement des personnes trans de couleur dans les médias digitaux, où leurs déplacements comprend la migration, la performance et la mobilité. Elle a été la gagnante du Creative Award 2016 de la Gender Justice League, une association américaine de défense et de promotion des personnes transgenres, genderqueer, non-binaires et non-conformes de genre. Cárdenas a été désignée comme une des "7 Bio-Artistes qui transforment la fabrique de la vie elle-même" par le média en ligne Gizmodo, pour son travail sur l'impact de la biotéchnologie, de l'informatique portable et de l'intersection des mondes réels et virtuels. Cárdenas participe aux comités de rédaction d'Art Journal et d'Art Journal Open.
Cárdenas est une des co-autrice du livre The Transreal: Political Aesthetics of Crossing Realities, qui explore des simulations de réalités comme médiums d'art contemporain grâce à la réalité mélangée et augmentée. À partir du préfixe « trans » de transgenre, le livre propose l'idée que les « esthétiques transérelle » traversent les frontières des multiples réalités apparues avec la théorie postmoderne et les technologies émergentes. Ses performances artistiques expérimentent la transformation et l'extension du corps au-delà des rôles de genre grâce à la technologie. Cárdenas a fait partie par le passé des conseils consultatifs de FemTechNet, un réseau féministe d'universitaires, d'artistes et d'activistes connu pour ses expériences de pédagogie féministe décentralisée, et du Centre de l'Université d'York pour la recherche féministe.

## Carrière académique
Micha Cárdenas a été professeure au département d'arts visuel et au programmes du Critical Gender Studies de l'Université de Californie à San Diego. Elle a enseigné le cours « Electronic Technologies for Art » au département d'art visuel entre 2009 et 2010, et le cours « Gender and Sexuality in Art » du programme Critical Gender Studies de l'UCSD. L'artiste/théoricienne est co-autrice des livres The Transreal: Political Aesthetics of Crossing Realities (2012) et Trans Desire / Affective Cyborgs (2010) publiés par Atropos Press. Elle cherche à écrire un nouvel algorithme pour le genre, la race et la technologie, et son art a été décrit comme « un moment précurseur pour l'engagement artistique dans la réalité virtuelle » par le magazine d'art berlinois Spike.
Cárdenas a reçu en 2008 un Open Classroom Challenge Grant de l'Institut de recherche artistique de l'Université de Californie à Santa Barbara, et y a enseigné une classe nommée « Collective Art Practice, Performative and Networked Approaches to Challenging Power ». Elle a été une conférencière invitée de l'Université de Toronto, à l'Université Duke, l'Université du Texas à Dallas, à l'Université McGill à Montréal, et dans plusieurs autres universités. Cárdenas a présenté ses projets et collaborations lors d'un grand nombre de conférences et festivals tels que le Digital Arts and Culture Conference à l'Université de Californie à Irvine, la Society of Photonic Imaging Engineers « Electronic Imaging » Conference à San José, et lors du Ctheory Digital Studies Workshop à l'Université de Victoria au Canada.
Cárdenas a collaboré avec Ricardo Dominguez, Brett Stalbaum, Amy Sara Carroll et Elle Mehrmand sur le Transborder Immigrant Tool, une application pour téléphone mobile conçue par l'Electronic Disturbance Theater 2.0/b.a.n.g. lab. Cette application a été créée pour guider les personnes qui se déplacent entre les frontières du Mexique et des États-Unis, et éviter les morts par déshydratations dans le désert en fournissant des informations sur les points d'eau. De la poésie et d’autres informations de survie étaient également disponibles pour assister émotionnellement les gens durant leurs itinéraires dangereux. Le Transbordeur Immigrant Tool était conçu comme une « intervention performance », mais quand il été prêt à être distribué en 2011 le passage de la frontière était devenu trop dangereux. L'équipement de l'application sur un téléphone mobile présentait le risque de mettre en danger les personnes qui l'utilisaient. Le projet n'a jamais été distribué mais a permis de créer un appel à l'action internationale qui a dérouté le système de contrôle des frontières. Selon ses créateurs, la poésie digitale de cette technologie a permis de dissoudre momentanément les frontières politiques américano-mexicaine.
Depuis une dizaine d'années, Cárdenas utilise la technologie en faveur de l'art et de la justice sociale. Dans la lignée des activistes et théoriciennes Latinx Slyvia Rivera et Gloria Anzaldúa, elle défie les frontières entre l'université et le militantisme, la poésie et la politique. Actuellement, Cárdenas combine théorie et pratique pour utilisent les algorithmes comme des instruments poétiques de justice pour les minorités sexuelles et raciales. Dans le livre à paraître en 2022 Poetic Operations, Cárdenas examine les technologies digitales, l'art et la poésie pour articuler des stratégies de sécurité et de survie pour les personnes trans de couleur. Elle s'inspire des études décoloniales, du féminisme de couleur, de la théorie des médias et des théories critiques de la race LGBTIQ+ pour développer une méthode d'analyse algorithmique. Les algorithmes sont des séries d'instructions qui réalisent certaines tâches, que l'auteure déconstruit en les cassant en leurs composantes appelées opérations. Cárdenas identifie comment les artistes trans et non-conformes de couleur réécrivent les algorithmes pour lutter contre la violence et développer des stratégies de libération.

## Carrière artistique
Micha Cárdenas est membre du collectif artistique Electronic Disturbande Theater 2.0, et ses œuvres ont été présentées dans divers musées et dont le Musée d'art moderne de New York, le ZKM de Karlsruhe, le Musée des beaux-arts de l'Ontario, le Centro Cultural del Bosque de Mexico, le Centro Cultural de Tijuana, la Zero1 Biennal et la California Biennal. L'art de Cárdenas a été décrit dans le magazine Spike comme « un défi important à la suggestion abjecte qu'avoir deux identités pour soi est un exemple de manque d'intégrité, et signale ce qui pourrait être perdu si on se débarrasse trop tôt de la possibilité de développer un nouveau langage phénoménologique ».
En 2008 Cárdenas réalise une performance intitulée «Becoming Dragon» durant 365 heures pendant lesquels elle  joue le personnage du dragon Azdel Slade.

### Redshift & Portalmetal
En 2015, l'artiste a créé le jeu vidéo interactif en ligne Redshift & Portalmetal qui trace la colonisation, la migration et le changement climatique. L'histoire utilise le voyage dans l'espace comme angle pour comprendre l'expérience de la migration d'une femme trans de couleur. Le jeu se focalise sur la renaissance personnelle et a été étendu à des performances et ateliers créatifs. L'art mobilise le digital, les médias interactifs et la sécurité des personnes trans de couleur sujettes à de très hauts taux de violences. Le jeu « honore les peuples d'origine des territoires d'Anishnabe, Mississauga, New Credit et Grassy Narrows, que l'artiste a visités entre 2014 et 2015, et soutient leurs luttes contre le meurtre et la disparition des femmes natives américaines, et contre l'empoisonnement au mercure, l'exploitation forestière et les autres pratiques destructrices qui nuisent aux peuples et à leurs terres natales ». Micha Cárdenas a designé l'interaction, écrit le texte, interprété le mouvement et coordonné le tournage à Los Angeles et Toronto. Le projet est construit avec HTML5 vidéo, CSS et JavaScript, et utilise la plate-forme de publication en ligne Scalar.
Sin Sol (No Sun) est un jeu de réalité augmentée qui permet de traverser les émotions d'une situation de changement climatique. Le jeu se déroule 50 ans dans le futur, et nous raconte l'histoire d'un effondrement écologique passé qui se trouve être notre présent en 2020. Le jeu explore les intersections du traumatisme individuel et environnemental, en liant le sentiment d'être incapable de respirer aux effets des feux de forêts causés par le réchauffement climatique. L'environnement du jeu est construit à partir d'une archive 3-D des forêts actuelles du Nord-Ouest Pacifique. Dans le jeu, le déplacement du personnage d'un espace physique réel à travers un paysage augmenté accompagné d'une intelligence artificielle, la femme transgenre Latinx Aura, et de son chien Roja. Le jeu a été développé sur trois ans avec la collaboration d'autres artistes et créé en partenariat avec le Critical Realities Studio de l'UCSC. Dirigé par Cárdenas et soutenu par le Département artistique, le jeu se concentre sur les questions mondiales urgentes du réchauffement climatique, du racisme et de la violence genrée. Des prototypes du jeu ont été exposés à la Biennale de l'art contemporain de Thessalonique en Grèce, ainsi qu'au Leslie Lohman Museum de New York en 2019.
Le jeu a gagné l'Impact Award de l'édition 2020 de l'IndieCade International Festival of Independent Games, le jury l'ayant félicité pour « faire prendre conscience de la manière dont le changement climatique touche de manière disproportionnée les immigrants, personnes transgenres et handicapées, tout en en équilibrant ces problématiques avec l'aide d'un chien réconfortant et d'une ingénieuse intelligence artificielle ». Cárdenas a déclaré que « Sin Sol était un jeu à propos du fait que le changement climatique affecte les personnes différemment en fonction des lignes identitaires de race, genre, capacité, et statut migratoire. Cette histoire est racontée à travers une narration personnelle dans un environnement de science-fiction (...) le jeu rebondit sur l'encouragement du dernier livre de Donna Haraway de rester avec le problème du changement climatique, de faire face aux sentiments difficiles que nous avons de perte et de deuil, pour aller au-delà et trouver la beauté et la compagnie même dans un monde en flammes ».
En 2020, Càrdenas est citée par le blog Io9.com comme l'une des sept personnalités bioartistes notoires dont le travail artistique utilise les biotechnologies,.

## Prix et récompenses
- 2022 : Prix Anonymous Was A Woman[18]

## Publications
- Micha Cárdenas, Poetic Operations: Trans of Color Art in Digital media, Duhram, North Carolina : Duke University Press, janvier 2022, 248 p.

### Contribution à des ouvrages collectifs
- Micha Cárdenas, Barbara Fornssler, Trans Desire/Affective Cyborgs, New York ; Dresden : Atropos Press, 2010, 150 p.
- Micha Cárdenas, Elle Merhmand, Amy Sara Carroll, The Transreal: Political Aesthetics of Crossing Realities, New York ; Dresden : Atropos Press, 2012, 206 p.
- Fiona Barnett, Zach Blas, Micha Cárdenas, Jacob Gaboury, Jessica Marie Johnson, Margaret Rhee, "QueerOS : A User's Manual" in Matthew K. Gold, Laurent F. Klein, Debates in the Digitial Humanities, Minneapolis : University of Minnesota Press, 2016, p. 50-59.
- Micha Cárdenas, "The Android Goddess Declaration : After Man(ifestos)" in Elizabeth Losh, Jacqueline Wernimont, Bodies of Information : Intersectional Feminism and the Digital Humanities, Minneapolis : University of Minnesota Press, 2018, p. 25-38.